# Eurya inaequalis
Eurya inaequalis är en tvåhjärtbladig växtart som beskrevs av Ping Sheng Hsu. Eurya inaequalis ingår i släktet Eurya och familjen Pentaphylacaceae. Inga underarter finns listade i Catalogue of Life.